# Кравчук Петро Костянтинович
Петро́ Костянти́нович Кравчу́к (11 липня 1962, село Підріжжя, Ковельський район, Волинська область — 3 серпня 2022) — український політик. Народний депутат України 5-го та 6-го скликань. Голова Державної служби автомобільних доріг України (з 9 січня до 21 серпня 2008). Колишній заступник міністра транспорту та зв'язку України — директор Державної адміністрації автомобільного транспорту. Член партії ВО «Батьківщина».

## Освіта
У 1991 році закінчив Львівський політехнічний інститут за напрямом «Автомобілі і автомобільне господарство», інженер-механік.

## Кар'єра
- З 1979 — тракторист колгоспу «Волинь» (Ковельський район, Волинська область).
- З 1983 — водій колгоспу «Північний» (Миркайський район, Курганська область, Росія).
- 1986–1988 — служба в Збройних силах, військова частина 42198 (місто Луцьк).
- З 1988 — водій Луцького завокзального госпрозрахункового ринку.
- З 1992 — заступник директора МП «Магірус».
- 1994 — генеральний директор українсько-німецького СП «КЛВ».
- З 2001 — генеральний директор українсько-німецького СП «Волинь-Транс».
- 2005–2006 — директор ООО «Мінмат Ревербері» (місто Луцьк).

## Партійність
Був членом та головою Волинської обласної організації ХДПУ. Колишній член та голова Волинської обласної організації Української соціал-демократичної партії (2001–2011). 23 грудня 2011 року вийшов з УСДП та вступив до партії ВО «Батьківщина» через незгоду зі зміною керівництва партії.

## Родина
Українець. Мати Марія Федорівна. Дружина Ольга Михайлівна — домогосподарка. Сини Віктор, Олександр, Павло, Володимир, Рувим.

## Парламентська діяльність
Березень 1998 — кандидат в народні депутати України від ХДПУ, № 26 в списку. На час виборів: генеральний директор спільного українсько-німецького підприємства «КЛВ» (Волинська область, село Рованці), член ХДПУ.
Квітень 2002 — кандидат в народні депутати України по виборчому округу № 21 Волинської області, самовисування. «За» 10.36 %, 2 місце з 10 претендентів. На час виборів: генеральний директор українсько-німецького підприємства «Волиньтранс», член Української соціал-демократичної партії.
Народний депутат України 5-го скликання з 25 травня 2006 до 12 червня 2007 від «Блоку Юлії Тимошенко», № 83 в списку. На час виборів: генеральний директор СП «Волинь-Транс», член Української соціал-демократичної партії. Член фракції «Блок Юлії Тимошенко» (з травня 2006). Член Комітету з питань промислової і регуляторної політики та підприємництва (з липня 2006). 12 червня 2007 достроково припинив свої повноваження під час масового складення мандатів депутатами-опозиціонерами з метою проведення позачергових виборів до Верховної Ради.
Народний депутат України 6-го скликання з 23 листопада 2007 до 23 травня 2008 від «Блоку Юлії Тимошенко», № 68 в списку. На час виборів: тимчасово не працював, член Української соціал-демократичної партії. Член фракції «Блок Юлії Тимошенко» (з листопада 2007). Член Комітету з питань боротьби з організованою злочинністю і корупцією (з грудня 2007). Склав депутатські повноваження 23 травня 2008.